# Sven Wolf

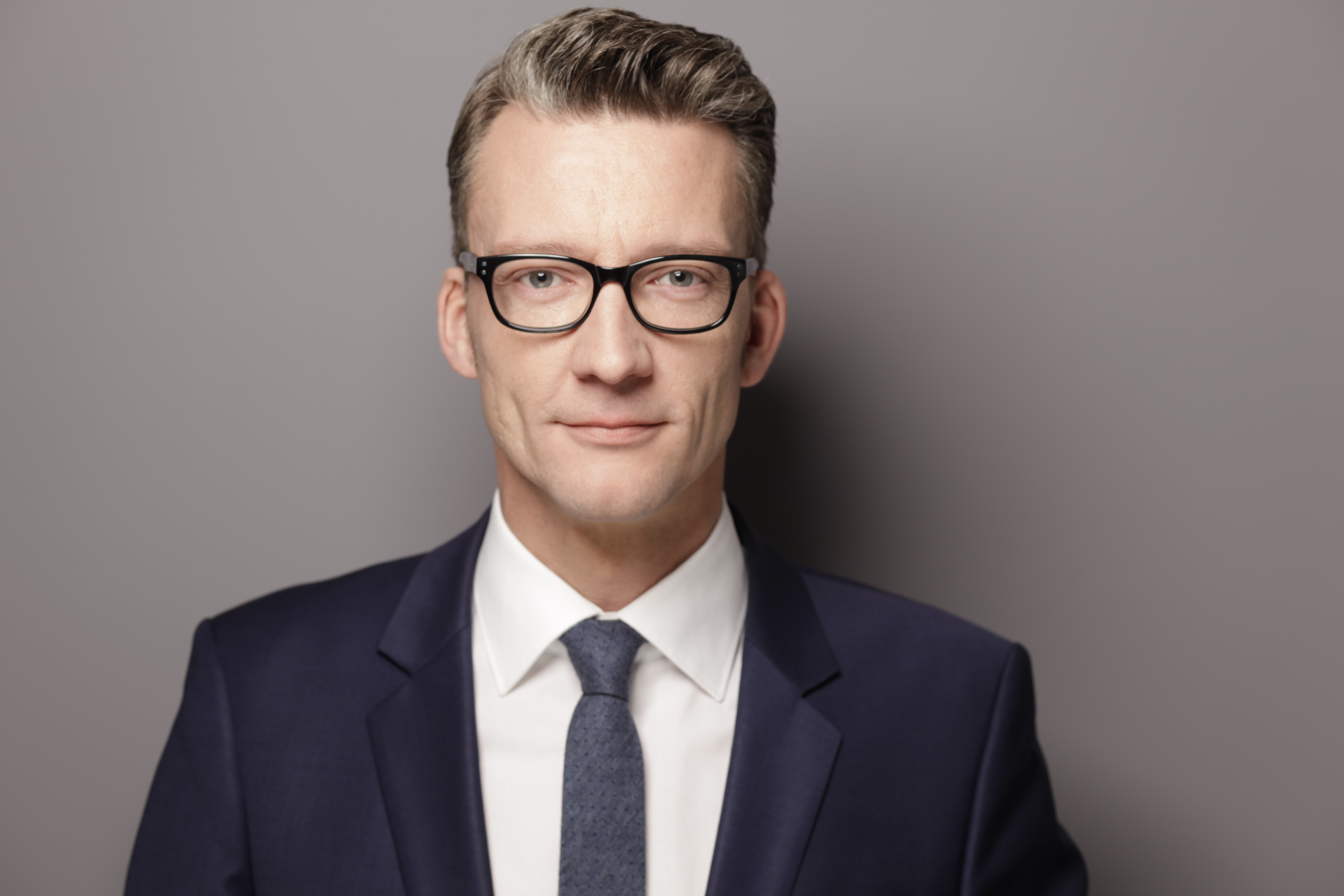
Sven Wolf (2016)

Sven Wolf (* 10. Februar 1976 in Remscheid) ist ein deutscher Politiker (SPD) und seit 2010 Mitglied des  nordrhein-westfälischen Landtags. Seit 2018 ist er stellvertretender Vorsitzender der SPD-Landtagsfraktion.

## Leben
Sven Wolf machte im Jahr 1995 sein Abitur am Ernst-Moritz-Arndt-Gymnasium in Remscheid, leistete anschließend Zivildienst und begann im Jahr 1996 das Studium der Rechtswissenschaften an der Universität zu Köln. Seit 2005 ist er als Rechtsanwalt in Remscheid tätig, seit 2009 ist er Fachanwalt für Insolvenzrecht.

## Politik
Seit dem Jahr 1998 ist Sven Wolf SPD-Mitglied. Er gehört seit 1999 dem Rat der Stadt Remscheid an. Seit 2014 ist er Vorsitzender der SPD-Fraktion im Rat der Stadt Remscheid. Er ist für die Stadt Remscheid Mitglied der Verbandsversammlung des Verkehrsverbundes Rhein-Ruhr (VRR), Mitglied des Verwaltungsrates der Stadtsparkasse Remscheid, Mitglied des Aufsichtsrates der Stadtwerke Remscheid GmbH und deren Tochterunternehmen EWR GmbH. Zuvor gehörte er fünf Jahre dem Aufsichtsrat der Wohnungsbaugesellschaft GEWAG an.
Bei der Landtagswahl in Nordrhein-Westfalen 2010 und der Landtagswahl in Nordrhein-Westfalen 2012 gewann Wolf das Direktmandat Landtagswahlkreis Remscheid. Bei der Landtagswahl in Nordrhein-Westfalen 2017 wurde er über die Landesliste der SPD gewählt.
In den Jahren 2010 bis 2017 war er rechtspolitischer Sprecher der SPD-Landtagsfraktion.
In der 16. Wahlperiode des Landtags Nordrhein-Westfalen – zwischen 2012 und 2017 – war Wolf Vorsitzender mehrerer Untersuchungsausschüsse:
- Vom 23. Januar 2013 bis zum 29. April 2015 war Wolf Vorsitzender des ersten Parlamentarischen Untersuchungsausschusses, der eventuelle Missstände im Bereich des Bau- und Liegenschaftsbetriebes des Landes Nordrhein-Westfalen (BLB NRW) untersuchte.[1]
- Am 22. April 2015 wurde Wolf zum Vorsitzenden des dritten Parlamentarischen Untersuchungsausschusses in der 16. Wahlperiode gewählt, der sich mit dem Rechtsterrorismus der Gruppe Nationalsozialistischer Untergrund (NSU) befasste.[2] Am 6. April 2017 informierte Wolf den Landtag über den Abschlussbericht des Untersuchungsausschusses.
- Vom 15. Februar 2017 bis zum 31. Mai 2017 war Wolf zum Vorsitzenden des fünften Parlamentarischen Untersuchungsausschusses in der 16. Wahlperiode, der sich mit dem Vorgehen der nordrhein-westfälischen Sicherheitsbehörden gegen den islamistischen Attentäter Anis Amri befasste.[3]

Bei der Landtagswahl 2017 verlor er das Direktmandat im Wahlkreis 35 Remscheid – Oberbergischer Kreis III an Jens-Peter Nettekoven von der CDU. Dabei verschlechterte sich sein Erststimmenergebnis im Vergleich zur Wahl aus dem Jahr 2012 von 43,5 % auf 36,1 %. Über Listenplatz 16 auf der SPD-Landesliste gelang ihm dennoch der Einzug in den Landtag. Von 2017 bis 2018 war Sven Wolf Sprecher der SPD-Landtagsfraktion im Ausschuss für Heimat, Kommunales, Bauen und Wohnen. Seit dem Jahr 2018 ist er stellvertretender Fraktionsvorsitzender seiner Partei.
Im Juli 2018 erstattete Wolf Strafanzeige im Zusammenhang mit der Abschiebung eines islamistischen Gefährders gegen den Bundesinnenminister Horst Seehofer.
Bei der Landtagswahl 2022 kandidierte er für das Direktmandat im Wahlkreis 36 (Remscheid I – Oberbergischer Kreis III), erreichte 34,2 % der Erststimmen und zog über Listenplatz 7 der Landesliste in den Landtag ein.